# Bundesautobahn 89
Die Bundesautobahn 89 (Abkürzung: BAB 89) – Kurzform: Autobahn 89 (Abkürzung: A 89) – ist eine aufgegebene Autobahnplanung, die den Raum Ulm mit Biberach an der Riß, Ravensburg und Friedrichshafen verbinden sollte. Das Projekt wird seit 1979 als autobahnähnlicher Neu- und Ausbau der Bundesstraße 30 fortgeführt, nachdem die A 89 im Jahre 1980 aus dem Bundesverkehrswegeplan gestrichen wurde.

## Trassenverlauf
Gegenwärtig sind insgesamt 57,9 Kilometer auf der ursprünglich für die A 89 vorgesehenen Trasse als B 30 vierstreifig fertiggestellt.

### Günzburg – Ulm
Beginnend (an der A 8) bei Günzburg sollte die A 89 südlich von Nersingen die A 7 kreuzen, an Neu-Ulm vorbeiführen und auf das Autobahnkreuz Neu-Ulm (A 80) stoßen. Als Bauvorleistung wurden im Autobahndreieck Neu-Ulm (B 28/B 30) bereits die Brückenbauwerke der Richtungsfahrbahnen über die ehemalige A 80 und drei Ohren des Kleeblattes realisiert. Ein weiteres Ohr (Fahrtbeziehung Günzburg - Senden) ist auf Luftbildaufnahmen in der Trassierung erkennbar. Die Strecke wurde bis 2016 weder als A 89 noch als Bundesstraße errichtet und ist im Bundesverkehrswegeplan 2030 nicht enthalten. Vielmehr wurde die parallel verlaufende B 10 östlich der A 7 bei Nersingen herabgestuft. Die A 8 und die A 7 verbinden Günzburg östlich und nördlich von Ulm über die verbleibende B 10 beziehungsweise die ehemalige B 19 mit Ulm und Neu-Ulm. Der vierstreifige Ausbau der B 10 von der Anschlussstelle Neu-Ulm der B 28 bis zur Anschlussstelle Nersingen der A 7 begann 2018.

### Ulm – Biberach
Der Bau dieses Abschnittes begann in der Mitte der 1960er mit der zweistreifigen Ortsumgehung von Laupheim im Zuge der B 30 (Abschnitt Dellmensingen - Baltringen). In den 1970er und 1980er Jahren wurde die A 89 bzw. nach Aufgabe der Autobahnplanung die B 30 in Teilabschnitten von Ulm bis Biberach-Jordanbad fertiggestellt. Bei Biberach sollte die A 89 die A 88 kreuzen.

### Biberach – Baindt (Egelsee)
Zwischen Biberach und Unteressendorf ist die 1. Fahrbahn der A 89 bereits 1965 als kreuzungsfreie B 30 errichtet worden. Im Bereich von Oberessendorf sollte die A 89 östlich am Ort vorbeigeführt werden. Dieser Neubau und die Ergänzung der 2. Fahrbahn erfolgten jedoch bisher nicht.
Im Abschnitt Oberessendorf – Bad Waldsee-Nord war beabsichtigt, die A 89 im Wesentlichen parallel zur alten B 30 unter Meidung der Ortslagen neu zu errichten.
Die Ortsumgehung Bad Waldsee wurde bereits 1961 als B 30 zweistreifig fertiggestellt. Die Planung zur A 89 sah vor, hier lediglich eine zweite Fahrbahn zu ergänzen. Bisher wurde dieses Vorhaben auch als Bundesstraßenausbau nicht realisiert.
Die A 89 sollte auch im Abschnitt Bad Waldsee-Süd – Baindt (Egelsee) im Wesentlichen parallel zur alten B 30 geführt werden, jedoch unter Umgehung der Orte Gaisbeuren und Enzisreute.

### Baindt (Egelsee) – Ravensburg (Süd)
Vor Aufgabe des Autobahnprojektes kam die Strecke nicht zur Realisierung. Dieser Abschnitt wurde jedoch im Zuge des Neubaus der B 30 fertiggestellt. Die um ca. 1–3 Kilometer westlich verlegte B 30n (n=neu) bei Weingarten ist großteils im Sonder-Querschnitt SQ24 24 Meter breit ausgebaut. Beim SQ24 handelt es sich um einen Regelquerschnitt RQ20, bei dem beidseitig 2 m breite Standstreifen zur Erhöhung der Verkehrssicherheit angefügt wurden. Der Neubau diente zur Entlastung der alten B 30, die durch die Städte Weingarten und Ravensburg sowie die Gemeinden Baindt und Baienfurt führte. In der Höhe von Berg bis Höhe Ravensburg-Weststadt wurden beim Bau der B 30n zum Teil sehr aufwendige Lärmschutzmaßnahmen eingebaut. Im Bereich westlich von Ravensburg liegt die B 30n abschnittsweise fast genau auf der Trasse, die nach dem Zweiten Weltkrieg zunächst für den (Rhein-Main-) Donau-Bodensee-Kanal frei gehalten wurde (siehe Weblinks). Dadurch konnte das Projekt umgesetzt werden, ohne das Schussental in Anspruch zu nehmen. Die Bereiche rechts und links dieser freigehaltenen Trasse wurden in der Nachkriegszeit jedoch dicht bebaut. Die ursprünglich geplante Anschlussstelle auf Höhe des Wernerhoftunnels mit der Meersburger Straße (ehemalige B 33) wurde aufgrund einer daraus resultierenden ungünstigen Verkehrsverlagerung auf die Ravensburger Weststadt inzwischen aufgegeben.
Nordwestlich von Baienfurt war ein Dreieck mit der A 85 vorgesehen.

### Ravensburg – Friedrichshafen
Die A 89 sollte zwischen Ravensburg und Friedrichshafen in deutlichem Abstand westlich der alten B 30 verlaufen. Die Trassenführung war ab Ravensburg-Süd östlich Oberzell, westlich Untereschach, östlich Ettenkirch bzw. westlich Meckenbeuren-Brugg und Brochenzell, östlich Hirschlatt, westlich Friedrichshafen-Allmannsweiler und des Regionalflughafens Friedrichshafen nach Friedrichshafen-Sankt Georgen vorgesehen. Bei Meckenbeuren war ein Kreuz mit der A 98 geplant.
Bis zur Aufgabe der Autobahnplanung kam es zu keiner Realisierung der Strecke. Auch bis heute ist diese zum großen Teil nur als einbahnige B 30 ausgebaut.
Einzig der Abschnitt Ravensburg-Süd - Eschach ist seit dem 2. Dezember 2019 als B 30 vierstreifig ausgebaut. Vorangegangen waren 2006 der Planfeststellungsbeschluss und erste Vorarbeiten für die Verlegung der Schussen, und der symbolische erste Spatenstich am 3. Juli 2013.
Für den Abschnitt Eschach - Friedrichshafen laufen die Planungsarbeiten für eine vierstreifige B 30; hier erfolgte 2013 die Variantenuntersuchung im Rahmen der Erstellung des Vorentwurfs. Die seit 1979 linienbestimmte Westumfahrung Meckenbeurens ist jedoch aufgrund „erheblicher Beeinträchtigungen europarechtlich geschützter Arten“ nicht mehr genehmigungsfähig. Am 23. Oktober 2018 gab das Regierungspräsidium Tübingen daher bekannt, die Planung der Ostumfahrung weiter fortzuführen.

## Planungsgeschichte
In den Netzplänen der Nationalsozialisten findet sich bis zu Beginn des Jahres 1941 eine Autobahnverbindung Ulm – Friedrichshafen oder Ulm – Lindau nicht. Erst der Netzplan vom Mai 1941 enthält eine Verbindung Ulm – Lindau – Raum Dornbirn.
Der Ausbauplan für die Bundesfernstraßen des Gesetzes vom 27. Juli 1957 sah zwar noch keinen Bau einer Bundesautobahn vor, doch war die B 30 zwischen Ulm, Ravensburg und Friedrichshafen in das „Blaue Netz“ der neu oder auszubauenden Bundesstraßen aufgenommen. Zudem war der Neubau einer Bundesstraße von Leipheim (Dreieck mit der A 8) – Senden bzw. Vöhringen – Ochsenhausen – Bad Wurzach – Wangen – Lindau vorgesehen.
Der Bedarfsplan des Gesetzes über den Ausbau der Bundesfernstraßen in den Jahren 1971 bis 1985 vom 30. Juni 1971 enthielt ebenfalls noch keine Bundesautobahnplanung. Dafür war allerdings der vierstreifige Neubau der B 10 und der B 30 vorgesehen. Das Vorhaben gliederte sich in folgende Teilprojekte:
| Kurzbezeichnung | Abschnitt | Ausbau       | Stand |
| --------------- | --- | ------------ | --- |
| B 10n           | Bubesheim bei Günzburg (Dreieck mit der „Autobahn 21“, später A 8) – südlich Nersingen (Kreuz mit der „Autobahn 24“, später A 7)                                                                                      | vierstreifig | II |
| B 30n           | südlich Nersingen (Kreuz mit der A 7) – südlich Neu-Ulm (Kreuz mit der B 19, später A 80) – Wiblingen (Dreieck mit der geplanten Querspange zur B 311)                                                                | vierstreifig | I |
| B 30            | Wiblingen – Laupheim – Äpfingen (nördlich Biberach) | vierstreifig | 1. Fahrbahn unter Verkehr, 2. Fahrbahn in Dringlichkeitsstufe I; der Abschnitt Achstetten – Laupheim-Nord war bereits vierstreifig unter Verkehr |
| B 30            | Äpfingen – Ummendorf (Kreuz mit der B 312, später A 88) | vierstreifig | laufendes Vorhaben |
| B 30            | Ummendorf (Kreuz mit der B 312) – Unteressendorf | vierstreifig | 1. Fahrbahn unter Verkehr, 2. Fahrbahn in Dringlichkeitsstufe III                                                                                |
| B 30            | Unteressendorf – nördlich Bad Waldsee | vierstreifig | 1. Fahrbahn in Dringlichkeitsstufe I, 2. Fahrbahn in Dringlichkeitsstufe III                                                                     |
| B 30            | OU Bad Waldsee | vierstreifig | 1. Fahrbahn unter Verkehr, 2. Fahrbahn in Dringlichkeitsstufe III                                                                                |
| B 30            | südlich Bad Waldsee – nördlich Baindt \| | vierstreifig | 1. Fahrbahn in Dringlichkeitsstufe I, 2. Fahrbahn in Dringlichkeitsstufe III                                                                     |
| B 30            | nördlich Baindt – Baienfurt (Dreieck mit der B 32, später A 85) – Weingarten – Ravensburg – Meckenbeuren (Kreuz mit der „Autobahn 22“, später A 98) – Friedrichshafen (Einmündung in die OU Friedrichshafen der B 31) | vierstreifig | Stufe I |

Mit der Neustrukturierung des Netzes der Bundesautobahnen, die mit Wirkung ab 1. Januar 1975 eingeführt wurde, erhielt der gesamte Streckenzug die einheitliche Bezeichnung „Bundesautobahn 89“.
In der Netzkarte der Bundesregierung vom 1. Januar 1976 war die Bundesautobahn 89 unverändert enthalten.
Im Bedarfsplan des Gesetzes zur Änderung des Gesetzes über den Ausbau der Bundesfernstraßen in den Jahren 1971 bis 1985 vom 5. August 1976 war die Bundesautobahn 89 zwar unverändert im Trassenverlauf enthalten, doch änderte sich die Dringlichkeit zahlreicher Teilprojekte. Es ergab sich folgendes Bild:
| Abschnitt | Ausbau       | Stand |
| --- | ------------ | --- |
| Bubesheim bei Günzburg (Dreieck mit der A 8) – südlich Nersingen (Kreuz mit der A 7) | vierstreifig | möglicher weiterer Bedarf |
| südlich Nersingen (Kreuz mit der A 7) – südlich Neu-Ulm (Kreuz mit der A 80) | vierstreifig | 1. Fahrbahn in Dringlichkeitsstufe Ib, 2. Fahrbahn als möglicher weiterer Bedarf                                                                  |
| südlich Neu-Ulm (Kreuz mit der A 80) – Wiblingen (Dreieck mit der geplanten Querspange zur B 311)                                                                                               | vierstreifig | Dringlichkeitsstufe Ia |
| Wiblingen – Laupheim – Äpfingen (nördlich Biberach) | vierstreifig | 1. Fahrbahn unter Verkehr, 2. Fahrbahn in Dringlichkeitsstufe Ia; der Abschnitt Achstetten – Laupheim-Nord war bereits vierstreifig unter Verkehr |
| Äpfingen – Ummendorf (Kreuz mit der A 88) | vierstreifig | Dringlichkeitsstufe Ia mit Ausnahme der 2. Fahrbahn im Bereich Mettenberg, die der Dringlichkeitsstufe Ib zugeordnet wurde                        |
| Ummendorf (Kreuz mit der A 88) – Unteressendorf | vierstreifig | 1. Fahrbahn unter Verkehr, 2. Fahrbahn als möglicher weiterer Bedarf                                                                              |
| Unteressendorf – Oberessendorf | vierstreifig | 1. Fahrbahn in Dringlichkeitsstufe Ia, 2. Fahrbahn als möglicher weiterer Bedarf                                                                  |
| Oberessendorf – nördlich Bad Waldsee | vierstreifig | 1. Fahrbahn in Dringlichkeitsstufe Ib, 2. Fahrbahn als möglicher weiterer Bedarf                                                                  |
| OU Bad Waldsee | vierstreifig | 1. Fahrbahn unter Verkehr, 2. Fahrbahn als möglicher weiterer Bedarf                                                                              |
| südlich Bad Waldsee – Enzisreute | vierstreifig | 1. Fahrbahn in Dringlichkeitsstufe Ib, 2. Fahrbahn als möglicher weiterer Bedarf                                                                  |
| Enzisreute – nördlich Baindt – Baienfurt (Dreieck mit der A 85) – Weingarten – Ravensburg – Meckenbeuren (Kreuz mit der A 98) – Friedrichshafen (Einmündung in die OU Friedrichshafen der B 31) | vierstreifig | 1. Fahrbahn in Dringlichkeitsstufe Ia, 2. Fahrbahn als möglicher weiterer Bedarf                                                                  |

Mit dem Zweiten Gesetz zur Änderung des Gesetzes über den Ausbau der Bundesfernstraßen in den Jahren 1971 bis 1985 vom 25. August 1980 kam das Aus für die A 89. Die Verbindung Günzburg (A 8) – südlich Nersingen (A 7) war ersatzlos entfallen. Die Planungen beschränkten sich auf den Aus- und abschnittsweisen Neubau der Bundesstraße 30:
| Kurzbezeichnung | Abschnitt                                                                       | Ausbau                                                                | Stand |
| --------------- | ------------------------------------------------------------------------------- | --------------------------------------------------------------------- | --- |
| B 30            | südlich Nersingen (Dreieck mit der A 7) – südlich Neu-Ulm (Kreuz mit der B 19n) | vierstreifig                                                          | 1. Fahrbahn in Dringlichkeitsstufe I, 2. Fahrbahn in Dringlichkeitsstufe II                                                                 |
| B 30            | Laupheim-Nord – Äpfingen (nördlich Biberach)                                    | vierstreifig                                                          | 1. Fahrbahn unter Verkehr, 2. Fahrbahn in Dringlichkeitsstufe I; der Abschnitt Baltringen – Äpfingen war bereits vierstreifig unter Verkehr |
| B 30            | Äpfingen – Ummendorf                                                            | vierstreifig                                                          | laufendes Vorhaben |
| B 30            | Ummendorf – Unteressendorf                                                      | vierstreifig                                                          | 1. Fahrbahn unter Verkehr, 2. Fahrbahn in Dringlichkeitsstufe II                                                                            |
| B 30            | Unteressendorf – Oberessendorf                                                  | vierstreifig                                                          | 1. Fahrbahn in Dringlichkeitsstufe I, 2. Fahrbahn in Dringlichkeitsstufe II                                                                 |
| B 30            | vierstreifig                                                                    | nur Anbau der 2. Fahrbahn an Bestandstrasse in Dringlichkeitsstufe II | |
| B 30            | nördlich Baindt – Weingarten – Ravensburg – Eschach                             | vierstreifig                                                          | Stufe I |
| B 30            | Eschach – Friedrichshafen                                                       | zweistreifig                                                          | Stufe I |

Das Dritte Gesetz zur Änderung des Gesetzes über den Ausbau der Bundesfernstraßen vom 21. April 1986 führte zu keiner Wiederaufnahme der A 89 in den Bedarfsplan. Vorgenommen war weiterhin der Aus- und Neubau der Bundesstraße 30, jedoch nur noch zwischen Neu-Ulm und Friedrichshafen:
| Kurzbezeichnung | Abschnitt                                           | Ausbau       | Stand                                                                 |
| --------------- | --------------------------------------------------- | ------------ | --------------------------------------------------------------------- |
| B 30            | Laupheim-Nord – Laupheim-Süd                        | vierstreifig | 1. Fahrbahn unter Verkehr, 2. Fahrbahn in Dringlichkeitsstufe I       |
| B 30            | Laupheim-Süd - Baltringen                           | vierstreifig | 1. Fahrbahn unter Verkehr, laufendes Vorhaben                         |
| B 30            | Ummendorf – Unteressendorf                          | vierstreifig | 1. Fahrbahn unter Verkehr2. Fahrbahn in Dringlichkeitsstufe II        |
| B 30            | Unteressendorf – Oberessendorf                      | vierstreifig | Dringlichkeitsstufe II                                                |
| B 30            | Oberessendorf – Bad Waldsee – nördlich Baindt       | vierstreifig | nur Anbau der 2. Fahrbahn an Bestandstrasse in Dringlichkeitsstufe II |
| B 30            | nördlich Baindt – Weingarten – Ravensburg – Eschach | vierstreifig | laufendes Vorhaben                                                    |
| B 30            | Eschach – Friedrichshafen                           | zweistreifig | Dringlichkeitsstufe II                                                |

Im Bedarfsplan des Vierten Gesetzes zur Änderung des Fernstraßenausbaugesetzes vom 15. November 1993 war die A 89 weiterhin nicht enthalten. Der Aus- und Neubau der Bundesstraße 30 hatte folgende Projekte zum Gegenstand
| Kurzbezeichnung | Abschnitt                                | Ausbau       | Stand                                                                |
| --------------- | ---------------------------------------- | ------------ | -------------------------------------------------------------------- |
| B 30            | Ummendorf – Unteressendorf               | vierstreifig | 1. Fahrbahn unter Verkehr 2. Fahrbahn im weiteren Bedarf             |
| B 30            | Unteressendorf – Oberessendorf           | vierstreifig | im weiteren Bedarf                                                   |
| B 30            | Oberessendorf – nördlich Bad Waldsee     | vierstreifig | nur Anbau der 2. Fahrbahn an Bestandstrasse im weiteren Bedarf       |
| B 30            | OU Bad Waldsee                           | vierstreifig | nur Anbau der 2. Fahrbahn an Bestandstrasse im vordringlichen Bedarf |
| B 30            | südlich Bad Waldsee – nördlich Baindt    | vierstreifig | nur Anbau der 2. Fahrbahn an Bestandstrasse im weiteren Bedarf       |
| B 30            | nördlich Baindt – Weingarten-Nord (B 32) | vierstreifig | laufendes Vorhaben                                                   |
| B 30            | Ravensburg-Nord – Eschach                | vierstreifig | laufendes Vorhaben                                                   |
| B 30            | Eschach – Friedrichshafen                | zweistreifig | im weiteren Bedarf                                                   |

Der Bedarfsplan des Fünften Gesetzes zur Änderung des Fernstraßenausbaugesetzes vom 4. Oktober 2004 brachte im Hinblick auf die A 89 keine Neuaufnahme. Bemerkenswert ist jedoch, dass die Neu- und Ausbauprojekte für die B 30 teilweise sowohl in ihrer Dringlichkeit aufgewertet, als auch in ihrem Umfang erweitert wurden:
| Kurzbezeichnung | Abschnitt                                              | Ausbau       | Stand                                                           |
| --------------- | ------------------------------------------------------ | ------------ | --------------------------------------------------------------- |
| B 10            | Anschlussstelle Nersingen (A 7) – östlich Neu-Ulm      | vierstreifig | 1. Fahrbahn unter Verkehr, 2. Fahrbahn im vordringlichen Bedarf |
| B 10/B 30       | östlich Neu-Ulm – südlich Neu-Ulm (Kreuz mit der B 19) | vierstreifig | weiterer Bedarf                                                 |
| B 30            | Ummendorf – Unteressendorf                             | vierstreifig | 1. Fahrbahn unter Verkehr, 2. Fahrbahn im weiteren Bedarf       |
| B 30            | Unteressendorf – nördlich Bad Waldsee                  | vierstreifig | weiterer Bedarf                                                 |
| B 30            | OU Bad Waldsee                                         | vierstreifig | nur Anbau der 2. Fahrbahn an Bestandstrasse im weiteren Bedarf  |
| B 30            | südlich Bad Waldsee – nördlich Baindt                  | vierstreifig | weiterer Bedarf                                                 |
| B 30            | nördlich Baindt – Weingarten-Nord (B 32)               | vierstreifig | laufendes Vorhaben                                              |
| B 30            | Ravensburg-Süd – Eschach – Friedrichshafen             | vierstreifig | vordringlicher Bedarf                                           |

## Liste der Verkehrsfreigaben
Folgende Streckenabschnitte wurden dem Verkehr übergeben:
- 1961: Bad Waldsee-Nord – Bad Waldsee-Süd (OU Bad Waldsee) (5,4 km, zweistreifig, als B 30 gewidmet)
- 1965: Rißegg – Hochdorf/Unteressendorf (6,3 km, zweistreifig, als B 30 gewidmet)
- 1967: Achstetten – Laupheim – Äpfingen-Nord (12,5 km, davon 2,4 km vierstreifig, im Übrigen zweistreifig, als B 30 gewidmet)
- 1967: Biberach-Jordanbad – Rißegg (1 km, zweistreifig, als B 30 gewidmet)
- 1968/69: Ulm-Wiblingen (Kastbrücke) – Achstetten (11,8 km, zweistreifig, als B 30 gewidmet)
- 1978: Äpfingen-Nord – Biberach-Nord (3,6 km, vierstreifig, als B 30 gewidmet)
- 1980: Dreieck Neu-Ulm – Ulm-Wiblingen (Kastbrücke/Wiblinger Allee) (2,6 km, vierstreifig, als B 30 gewidmet)
- 1981: Biberach-Nord – Biberach-Jordanbad (7,9 km, vierstreifig, als B 30 gewidmet)
- 1986: Laupheim-Süd – Äpfingen-Nord, 2. Fahrbahn (4,9 km, als B 30 gewidmet)
- 1989: Baindt (Egelsee)–Ravensburg/Eschach, 3. Bauabschnitt (Niederbiegen – Ravensburg-Nord) (3,6 km, vierstreifig, als B 30 gewidmet)
- 1990: Laupheim-Nord – Laupheim-Süd, 2. Fahrbahn (5,1 km, als B 30 gewidmet)
- 1995: Baindt (Egelsee) – Ravensburg/Eschach, 5. Bauabschnitt (Ravensburg-Nord – Ravensburg-Süd) (3,9 km, vierstreifig, als B 30 gewidmet)
- 2001: Baindt (Egelsee) – Ravensburg/Eschach, 4. Bauabschnitt (Baindt/Egelsee – Niederbiegen) (7,7 km, vierstreifig, als B 30 gewidmet)
- 2019: Baindt (Egelsee) – Ravensburg/Eschach, 6. Bauabschnitt (Ravensburg-Süd – Untereschach) (4,8 km, davon 3,4 km vierstreifig und 1,5 km zweistreifig, als B 30 gewidmet)